# Axel Klingenberg (Schauspieler)
Axel Klingenberg (* 8. November 1940 in Breslau) ist ein deutscher Schauspieler bei Bühne und Fernsehen.

## Leben und Wirken
Klingenberg erhielt eine Schauspielausbildung in Hamburg und gab sein Debüt am Theater in Neumünster. Es folgten Engagements in Hamburg (Künstlertheater) und Basel, danach arbeitete er freischaffend. Gastspiele führten ihn u. a. nach Salzburg. Außerdem arbeitete der gebürtige Schlesier auch für den Hörfunk des NDR und als Regieassistent. Ende der 1960er und Anfang der 1970er Jahre wurde Klingenberg auch für mehrere Fernsehfilme vor die Kamera geholt, ehe er sich für rund ein Jahrzehnt vom Bildschirm verabschiedete und wieder zur Bühne (z. B. Hamburgs Theater im Zimmer) zurückkehrte. Erst in den 1980ern nahm er wieder Rollen im Fernsehen an.

## Filmografie
- 1967: Dreizehn Briefe (eine Folge)
- 1967: Cliff Dexter (eine Folge)
- 1968: Nationalkomitee „Freies Deutschland“
- 1968: Polizeifunk ruft (eine Folge)
- 1968: Das Ferienschiff (vier Folgen)
- 1969: Das gelbe Haus am Pinnasberg
- 1971: Kein Geldschrank geht von selber auf – Die Eddie Chapman Story
- 1980: Maria Theresia
- 1981: Ein wenig sterben
- 1982: Susn
- 1986: Das zweite Schraube—Fragment